# Rubén Pérez Moreno
Rubén Pérez Moreno (Zaldibar, 30 d'octubre de 1981) és un ciclista basc, professional des del 2005 al 2013.
En el seu palmarès sols hi ha una victòria d'etapa a la Volta a Baviera.

## Palmarès
- 2010
  - Vencedor d'una etapa de la Volta a Baviera

### Resultats a la Volta a Espanya
- 2006. 69è de la classificació general
- 2008. 41è de la classificació general
- 2009. 98è de la classificació general
- 2012. 75è de la classificació general

### Resultats al Tour de França
- 2007. 50è de la classificació general
- 2008. 91è de la classificació general
- 2009. 72è de la classificació general
- 2010. 95è de la classificació general
- 2011. 75è de la classificació general
- 2012. 87è de la classificació general
- 2013. 139è de la classificació general